# Suore domenicane della Santa Croce
Le Suore Domenicane della Santa Croce, del Sud Australia (in inglese Holy Cross Congregation of Dominican Sisters; sigla O.P.), sono un istituto religioso femminile di diritto pontificio.

## Storia
La congregazione fu fondata da un gruppo di religiose domenicane irlandesi provenienti dal monastero di Cabra che, sotto la guida di madre Maria Teresa Moore, il 5 dicembre 1868 aprirono la loro prima casa ad Adelaide.
Nel 1957 l'istituto si fuse con altre tre congregazioni di domenicane australiane (della Sacra Famiglia, del Santo Nome, del Corpus Christi) per formare le "Domenicane di Nostra Signora del Santo Rosario e di Santa Caterina da Siena dell'Australia", ma in seguito riacquisì la sua autonomia.

## Attività e diffusione
Le suore si dedicano all'istruzione e all'educazione cristiana della gioventù.
La sede generalizia è a Cumberland Park, in arcidiocesi di Adelaide.
Alla fine del 2015 l'istituto contava 35 religiose in 23 case.